# کارول تاچر
کارول جین تاچر (زاده ۱۵ اوت ۱۹۵۳)، روزنامه‌نگار ، نویسنده و شخصیت رسانه‌ای انگلیسی است. او دختر مارگارت تاچر، نخست وزیر بریتانیا از سال ۱۹۹۰ تا ۱۹۷۹، و همسر دنیس تاچر است.
او کتابی از زندگینامه پدر و مادرش را نوشته است و همچنین مستندی درباره پدرش تهیه کرده است که تنها مصاحبه عمومی او را شامل می شود.

## پیوند به بیرون

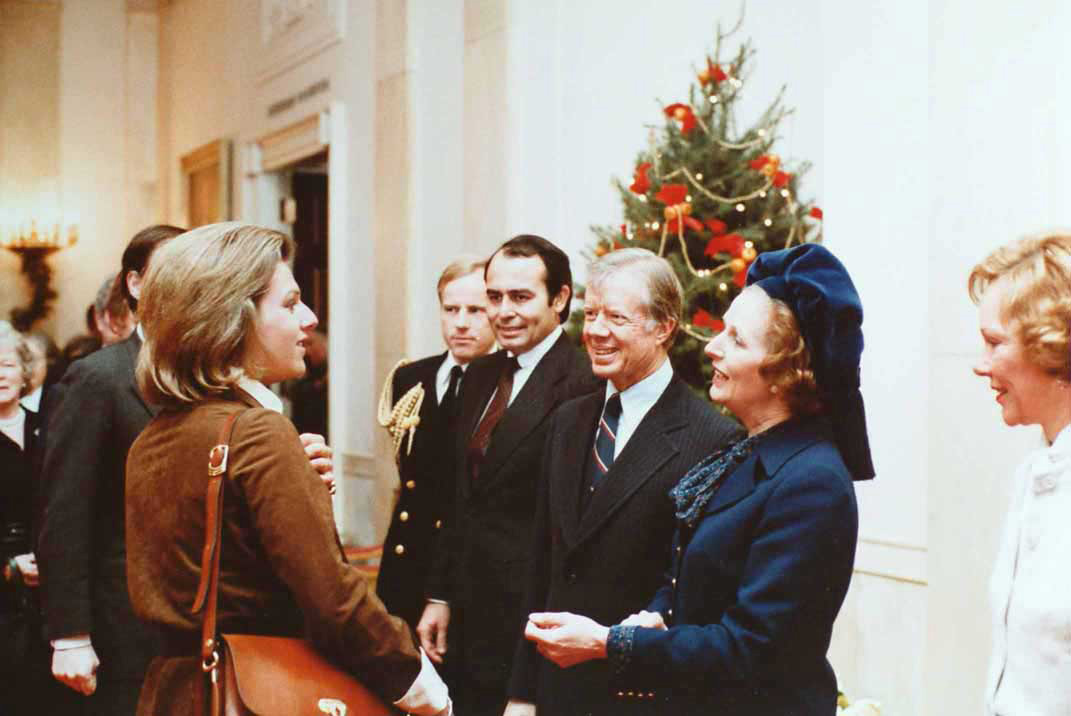
تاچر (چپ) با رئیس جمهور ایالات متحده، جیمی کارتر ، مادرش (سمت راست)، و بانوی اول روزالین کارتر (راست) در سال ۱۹۷۹